# Dreams (Klaus Schulze)
Dreams è un album in studio del compositore tedesco Klaus Schulze, pubblicato nel 1986.
Venne ristampato nel 2005 con una traccia bonus.

## Tracce
Tutte le tracce sono state composte da Klaus Schulze.
1. A Classical Move – 9:40
2. Five to Four – 7:57
3. Dreams – 9:25
4. Flexible – 4:16
5. Klaustrophony – 24:40
6. Constellation Andromeda (bonus track) – 23:52

## Formazione
- Klaus Schulze - strumentazione elettronica
- Andreas Grosser - tastiere
- Nunu Isa - chitarra acustica
- Ulli Schober - percussioni
- Ian Wilkinson - voce
- Harald Asmussen - basso